# Морс, Бретт
Бретт Морс (англ. Brett Morse; род. 11 февраля 1989, Пенарт, Вейл-оф-Гламорган) — британский валлийский легкоатлет, специалист по метанию диска. Выступал на профессиональном уровне в 2007—2019 годах, четырёхкратный чемпион Великобритании, многократный победитель и призёр первенств национального значения, участник летних Олимпийских игр в Лондоне.

## Биография
Бретт Морс родился 11 февраля 1989 года в Пенарте, Уэльс. Занимался лёгкой атлетикой в клубе Birchfield Harriers в Бирмингеме, проходил подготовку под руководством тренера Энди Бриттана, некоторое время был подопечным исландского специалиста Вьестейдна Хафстейнссона. Окончил Кардиффский столичный университет, получив степень в области спортивного менеджмента.
Впервые заявил о себе на международном уровне в сезоне 2007 года, когда вошёл в состав британской сборной и выступил на юниорском европейском первенстве в Хенгело, где в зачёте метания диска занял девятое место.
В 2008 году принимал участие в юниорском мировом первенстве в Быдгоще — на сей раз провалил все свои попытки, не показав никакого результата.
В 2009 году выиграл бронзовую медаль в молодёжной категории на Кубке Европы по зимним метаниям в Пуэрто-де-ла-Крусе, метал диск на молодёжном европейском первенстве в Каунасе.
В 2010 году впервые одержал победу на чемпионате Великобритании в метании диска, представлял Уэльс на Играх Содружества в Дели, где стал шестым.
В 2011 году получил серебро в молодёжной категории на Кубке Европы по зимним метаниям в Софии, с результатом 62,69 занял 12-е место на чемпионате мира в Тэгу.
В 2012 году среди прочего метал диск на чемпионате Европы в Хельсинки. Выполнив олимпийский квалификационный норматив (65,00), удостоился права защищать честь страны на домашних летних Олимпийских играх в Лондоне — на предварительном квалификационном этапе метания диска показал результат 58,18 метра, чего оказалось недостаточно для выхода в финальную стадию.
В 2013 году на чемпионате Уэльса в Кардиффе установил свой личный рекорд — 66,84 метра, позднее вновь стал чемпионом Великобритании в метании диска, выступил на чемпионате мира в Москве.
В 2014 году стал пятым на Играх Содружества в Глазго.
В 2015 году победил на чемпионате Великобритании в Бирмингеме.
В 2018 году в четвёртый раз стал чемпионом Великобритании, занял седьмое место на Кубке мира в Лондоне.
Завершил спортивную карьеру по окончании сезона 2019 года.